# هان فان ميغيرين
كان هنريكوس أنتونيوس «هان» فان ميغيرين، (10 أكتوبر 1889- 30 ديسمبر 1947 م) رسامًا ورسام بورتريه هولندي، ويعتبر أحد أكثر مزوري الفن إبداعًا في القرن العشرين. صار فان ميغيرين بطلًا قوميًا بعد الحرب العالمية الثانية وقتما كُشف أنه باع لوحة مزورة لمارشال الرايخ هيرمان غورينغ إبان الاحتلال النازي لهولندا.
في طفولته، نمّى فان ميغيرين حماسة تجاه لوحات العصر الذهبي الهولندي، واعتزم الصيرورة فنانًا. لكن النقاد الفنيين شجبوا أعماله باعتبارها مبتذلة ومُشتقة، وشعر فان ميغيرين بأنهم قد دمروا حياته المهنية. قرر إثبات موهبته عبر تزوير اللوحات التي رسمها فنانو القرن السابع عشر بما فيهم فرانز هالز وبيتر دي هوتش وجيرارد تير بورش ويوهانس فيرمير. تقبل أفضل النقاد الفنيين والخبراء في ذلك الوقت لوحاته على أنها أصلية ورائعة في بعض الأحيان. أنجح عملية تزوير قام بها كانت العشاء في عمواس، التي رسمها في 1937 عندما كان يعيش في جنوب فرنسا، وهلل للوحة خبراء بارزون كالدكتور أبراهام بريديوس على أنها لوحة أصلية من إنتاج فيرمير.
في خلال الحرب العالمية الثانية، قايض غورينغ 137 لوحة بإحدى لوحات فيرمير المزورة، وصارت إحدى أغلى ممتلكاته. بعد الحرب، اعتُقل فان ميغيرين لأن الضباط اعتقدوا أنه باع ملكية ثقافية هولندية للنازيين. وعندما واجه فان ميغيرين حكم إعدام محتمل، اعترف بتهمة التزوير الأقل خطورة. أُدين بتهمة التزوير والاحتيال في 12 نوفمبر 1947م، بعد محاكمة وجيزة لكنها حظيت بدعاية واسعة للغاية، وحُكم عليه بقضاء عام واحد في السجن. لكنه لم يقضِ مدة حكمه، إذ توفي في 30 ديسمبر 1947م في عيادة فاليريوس في أمستردام، بعد نوبتين قلبيتين. قدرت سيرة ذاتية في عام 1967م أن فان ميغيرين احتال على مشترين بما قيمته أكثر من 30 مليون دولار أمريكي (ما يعادل 254 مليون تقريبًا في 2022م)، وكان حاكم هولندا من بين ضحاياه.

## سنواته الأولى
وُلد هان (وهذا الاسم نسخة مصغرة من هنري أو هنريكوس) فان ميغيرين في 1889 وكان ثالث خمسة أطفال لأبوين رومانيين كاثوليكيين من الطبقة الوسطى في مدينة ديفينتر الريفية. كان ابن أوغوستا لويزا هنرييتا كامبس وهندريكوس يوهانس فان ميغيرين، الذي كان أستاذ لغة فرنسية وتاريخ في الكويكسكول (وهي كلية تدريب لأساتذة المدارس) في مدينة ديفينتر.
في وقت مبكر، شعر هان بأن أباه يهمله ويسيء فهمه، ذلك أن فان ميغيرين الأكبر منع تطوره الفني بصرامة وكان يسخر منه باستمرار. أجبره والده مرارًا على كتابة جملة «أنا لا أعرف شيئًا، أنا لا شيء، أنا لا يمكنني فعل شيء» مئة مرة. عندما كان طالبًا في مدرسة هاير برغر، التقى المدرس والرسام بارتوس كورتلينغ (1853- 1930) الذي صار مرشده. كان كورتلينغ قد استلهم من يوهانس فيرمير وأرى فان ميغيرين كيف صنع فيرمير ألوانه ومزجها. رفض كورتلينغ الحركة الانطباعية وغيرها من الميول المعاصرة باعتبارها فنًا متدهورًا وفاسدًا، وعلى الأرجح أن تأثيره الشخصي القوي قاد فان ميغيرين إلى شجب الأساليب المعاصرة والرسم بصورة حصرية بأسلوب العصر الذهبي الهولندي.
لم يشارك أبو فان ميغيرين ابنه حبه للرسم، بل أرغمه على دراسة هندسة العمارة بدلًا من ذلك في جامعة دلفت للتكنولوجيا في دلفت عام 1907، وهي مسقط رأس يوهانس فيرمير. تلقى دروس رسم وتلوين أيضًا. نجح في الفحوصات التمهيدية بسهولة لكنه لم يخضع للإنجينيورز (الفحوصات النهائية) لأنه لم يرغب بأن يصير مهندس عمارة. أثبت على الرغم من ذلك أنه مهندس معماري جدير وصمم مبنى نادي التجديف خاصته في دلفت والذي ما يزال موجودًا.
في 1913، تخلى فان ميغيرين عن دراسته العمارة وركز على الرسم والتلوين في مدرسة الفنون في لاهاي. في 8 يناير 1913، تلقى الميدالية الذهبية المرموقة من جامعة دلفت للتكنولوجيا عن دراسته حول التصميم الداخلي لكنيسة القديس لورنس (لورنسكيرك) في روتردام. كانت الجائزة تُمنح كل خمس سنوات لطالب الفنون الذي أنجز العمل الأفضل مصحوبة بميدالية ذهبية.
في 18 أبريل 1912، تزوج فان ميغيرين من زميلته طالبة الفنون آنا دي فوغت التي كانت حبلى بطفلهما الأول. عاش الزوجان بداية مع جدة آنا في رايسفايك، ووُلد ابنهما جاك هنري إميل هناك في 26 أغسطس 1912. صار جاك فان ميغيرين رسامًا أيضًا، وتوفي في 26 أكتوبر 1977 في أمستردام.

## حياته المهنية بصفته رسامًا حقيقيًا
في صيف 1914، نقل فان ميغيرين عائلته إلى شيفنينغين. في ذلك العام، أتم امتحان الدبلوم في الأكاديمية الملكية للفنون في لاهاي. مكنه الدبلوم من التدريس، وتولى منصب مساعد البروفسور غيبس، مدرس الرسم وتاريخ الفن، مقابل راتب شهري ضئيل يعادل 75 خولده. في مارس 1915، وُلدت ابنته باولين، وسُميت لاحقًا إنيز. ليعزز دخله، صار يرسم الملصقات والصور لتجارة الفن التجاري، وبصورة عامة بطاقات عيد الميلاد والطبيعة الصامتة والمناظر الطبيعية والبورتريهات. العديد من هذه اللوحات قيّم جدًا اليوم.
أظهر فان ميغيرين لوحاته الأولى للعامة في لاهاي، حيث عُرضت من أبريل إلى مايو 1917 في كونستزال بيكتورا. في ديسمبر 1919، قُبل بصفة عضو مُختار في هاغز كونستكرينغ، وهي جمعية حصرية من الكتّاب والرسامين الذين كانوا يلتقون أسبوعيًا في مبنى ريديرزال. ورغم أنه قُبل، حُرم في آخر الأمر من منصب الرئيس. رسم اليحمور الأوروبي المروض العائد للأميرة يوليانا في الاستديو خاصته في لاهاي، المقابل لقصر هويس تين بوش الملكي. رسم العديد من الرسوم واللوحات لليحمور، ورسم هيرتي (الظبي) في 1912، والتي لاقت شهرة واسعة في هولندا. خاض رحلات كثيرة إلى بلجيكا وفرنسا وإيطاليا وإنجلترا، وحقق شهرة بصفته رسام صور شخصية موهوب. كسب أجورًا ضخمة من تفويضات شخصيات اجتماعية إنجليزية وأمريكية قضت عطلاتها الشتوية في الريفييرا الفرنسية. كان عملاؤه منذهلين إزاء فهمه لتقنيات القرن السابع عشر خاصة الأساتذة الهولنديين. على امتداد حياته، وقع فان ميغيرين لوحاته الخاصة بتوقيعه الخاص.[بحاجة لمصدر]
أجمعت الروايات على أن الخيانة كانت سبب انتهاء زواج فان ميغيرين بآنا دي فوغت، إذ تطلق الزوجان في 19 يوليو 1923. غادرت آنا مع الأطفال وانتقلت إلى باريس حيث كان فان ميغيرين يزور أطفاله بين الحين والآخر. كرس نفسه آنذاك لرسم البورتريه وبدأ بإنتاج اللوحات المزورة ليزيد دخله.
تزوج من الممثلة يوهانا تيريزا أويرليمانز في فوردن عام 1928، التي كان يعيش معها في السنوات الثلاث الأخيرة. كانت يوهانا معروفة أيضًا باسمها الفني جو فان فالرافن، وكانت متزوجة سابقًا من الناقد الفني والصحفي الدكتور سي. إتش. دي بوير (كارل دي بوير). جلبت ابنتهما فيولا إلى منزل فان ميغيرين.